# Kvalserien till Elitserien i ishockey 1979
Kvalserien till Elitserien i ishockey 1979 spelades för att avgöra vilka lag som skulle få spela i Elitserien 1979/1980. Kvalserien bestod av fem lag och spelades i fyra omgångar. IF Björklöven och HV 71 kvalificerade sig för Elitserien, medan Södertälje SK, Huddinge IK och Bofors IK fick spela i Division I 1979/1980.

## Slutställning
| Nr | Lag           | S | V | O | F | GM | IM | MS  | P |
| -- | ------------- | - | - | - | - | -- | -- | --- | - |
| 1  | IF Björklöven | 4 | 3 | 1 | 0 | 25 | 12 | +13 | 7 |
| 2  | HV 71         | 4 | 2 | 1 | 1 | 24 | 16 | +8  | 5 |
| 3  | Södertälje SK | 4 | 1 | 3 | 0 | 12 | 10 | +2  | 5 |
| 4  | Huddinge IK   | 4 | 1 | 1 | 2 | 11 | 23 | −12 | 3 |
| 5  | Bofors IK     | 4 | 0 | 0 | 4 | 16 | 27 | −11 | 0 |